# Васил Мечкуевски
Васил Николов Мечкуевски е български офицер и революционер, горноджумайски околийски войвода на Вътрешната македонска революционна организация.

## Биография
Роден е в село Мечкуевци, днес Северна Македония. Пребивава в Горна Джумая. Завършва Военното училище в София през 1912 година. Служи като резервен капитан от българската армия и в същото време е кмет на Горна Джумая. от 27 януари 1924 година до 30 септември 1927 година. По време на мандата му Горна Джумая е осветена частично с електричество. Създава се градска градина през 1925 година. Също е и началник на градската милиция на ВМРО, като негов заместник е Борис Тиков. По време на Горноджумайските събития през 1924 година разпитва Атанас Джолев, като секретар в четата на Щерьо Влахов за съпричастността му към убийството на Тодор Александров. Джолев пише за него: „Беше запасен капитан от българската армия и през това време беше общински кмет на Г. Джумая. Беше много лицемерен и искаше да се покаже като най-доверения човек на Щерю Влахов.“ През 1925 година е пунктов началник на ВМРО за Пиринска Македония.
След Деветосептемврийския преврат е съден като деец на ВМРО и лежи в затвори и лагери.
Умира в 1975 година. Погребан е в Централните софийски гробища.
Водачът на ВМРО Иван Михайлов пише за Мечкуевски:
| „ | Василъ Мечкуевски, по произходъ отъ с. Мечкуевци, Щипско. Честенъ човѣкъ. енергиченъ, юначно проявенъ презъ Първата свѣтовна война; запасенъ капитанъ. Неговата енергия много допринесе, за да бѫде градътъ Горна-Джумая почти цѣлостно подновенъ. | “ |